# Piotr Siemionowski
Piotr Siemionowski (6 juin 1988) est un kayakiste polonais pratiquant la course en ligne.

## Palmarès

### Championnats du monde
- 2011 à Szeged,  Hongrie
  -  Médaille d'or en K-1 200 m
- 2010 à Poznań,  Pologne
  -  Médaille de bronze en K-1 200 m

### Championnats d'Europe
- 2011 à Belgrade  Serbie
  -  Médaille d'or en K-1 200 m
- 2010 à Trasona  Espagne
  -  Médaille de bronze en K-1 200 m